# Irene Cara
Irene Cara Escalera (18. března 1959 Bronx, New York, USA – 25. listopadu 2022 New Port Richey, Florida, USA) byla americká herečka, zpěvačka a skladatelka. Proslula především rolí Coco ve filmu Fame režiséra Alana Parkera (1980) a písní Flashdance (What a Feeling) z roku 1983, která získala Oscara.

## Diskografie
- 1980: Fame (BOF) (Polygram)
- 1982: Anyone Can See (Elektra / Unidisc Records)
- 1983: What a Feelin'fame movie (Geffen)
- 1984: D.C. Cab Soundtrack (BOF) (Geffen Records)
- 1985: City Heat Soundtrack (BOF) (Warner Bros.)
- 1987: Carasmatic (Elektra Records)
- 1989: All Dogs Go to Heaven (BOF)
- 1991: China Cry Soundtrack (BOF)
- 2007: Downtown: A Street Tale Soundtrack (BOF)
- 2011: Irene Cara Presents Hot Caramel